# Yeongam
Yeongam (coreeană: 영암군) este un oraș din Coreea de Sud.